# Carignan (winorośl)
Carignan – popularny szczep winorośli właściwej o ciemnej skórce, uprawiany tradycyjnie w południowej Francji (Langwedocja, Prowansja), a także w Hiszpanii, Algierii i Kalifornii. We Włoszech nazywany jest carignano, w Hiszpanii cariñena, mazuelo albo mazuela, we Francji też carignan noir. 
Odmiana pochodzi z Francji, choć niektóre źródła podają też Hiszpanię jako miejsce pochodzenia.

## Charakterystyka
Carignan wypuszcza pąki oraz dojrzewa dość późno, dlatego też nie jest podatny na wiosenne przymrozki. Wymaga dużego nasłonecznienia. Jest silną, chociaż niezbyt odporną winoroślą. Szczególnie wrażliwa jest na choroby grzybowe.
Do zalet odmiany zalicza się wysokie plony: jeden hektar uprawy carignan może wyprodukować od 25 do 30 ton winogron.

## Wina
Z winogron tłoczy się wina o wysokiej zawartości garbników i zauważalnym poziomem kwasów. Odmiana carignan w kupażu z m.in. grenache, cinsault i tempranillo stanowi surowiec na nieskomplikowane wina do picia w pierwszych latach.

## Rozpowszechnienie
Sadzenie tego szczepu stało się powszechne we Francji w roku 1960, kiedy to Algieria zyskała niepodległość i przestała być niedrogim źródłem dostaw czerwonych winogron. Areał obsadzony odmianą we Francji liczył 211 254 ha w 1968. Carignan najczęściej występuje w regionach Langwedocji, Dolinie Rodanu oraz południowo-wschodniej Francji. Obecnie szczep jest sukcesywnie zastępowany bardziej wyróżniającymi się i bardziej aromatycznymi odmianami winogron. Do 2006 roku uprawy na terenie Francji stopniały do 73 728 ha. Obszar obsadzony carignan powoli rósł za to w Hiszpanii (od 8103 ha w 1989 do 10 680 ha w 2001).
Liczące się obszary upraw znajdują się jeszcze m.in. we Włoszech, Chile, Maroko i w Kalifornii.
W samej Algierii po 1962 znacząco ograniczono uprawę carignan.

## Synonimy
- carignan noir, bois dur, catalan, roussillonen, monestel i plant de lédenon (Francja)
- cariñena oraz mazuelo, tinto mazuelo, crujillon i samsó (Hiszpania)
- carignano i uva di spagna (Włochy)
- carignane (Kalifornia)
- carinyena (Katalonia)
- pinot evara (Portugalia, pomimo braku związku ze szczepem pinot noir)[5]

Istnieją odmiany carignan blanc i carignan gris.
Ze skrzyżowania carignan i cabernet sauvignon wyhodowano w Stanach Zjednoczonych odmianę ruby cabernet.